# Zeitlarn (Halsbach)
Zeitlarn (mundartl.: Zeiling) ist ein Gemeindeteil der Gemeinde Halsbach im oberbayerischen Landkreis Altötting. 

## Lage
Das Dorf Zeitlarn liegt etwa anderthalb Kilometer nordwestlich von Halsbach an der Kreisstraße AÖ 10.

## Geschichte
Der Name des Ortes weist auf die Heimstatt von Zeidlern hin. Der Ort gehörte von der Gemeindegründung im Jahre 1818 an zur Gemeinde Oberzeitlarn und kam mit deren Auflösung am 1. Januar 1964 zur Gemeinde Halsbach.
Im Ort befinden sich ein denkmalgeschütztes Bauernhaus aus der Mitte des 18. Jahrhunderts sowie eine Kapelle aus dem Jahr 1886/87. 